# Isolépis sétacé
Isolepis setacea
Espèce
Classification phylogénétique
Statut de conservation UICN

 LC  : Préoccupation mineure
L'isolépis sétacé, encore appelé isoete sétiforme, souchet sétacé ou scirpe sétacé (Isolepis setacea ou Schoenoplectus setaceus) est une espèce de plantes du genre Isolepis et de la famille des Cyperaceae.